# Geomys pinetis
Geomys pinetis är en däggdjursart som beskrevs av Rafinesque 1817. Geomys pinetis ingår i släktet Geomys och familjen kindpåsråttor. IUCN kategoriserar arten globalt som livskraftig. Inga underarter finns listade i Catalogue of Life. Wilson & Reeder (2005) skiljer mellan 6 underarter. Artepitet i det vetenskapliga namnet syftar på att djuret vistas i områden med tallar.
Arten har i princip samma utseende som andra kindpåsråttor av samma släkte. Den godkänns som art på grund av avvikande detaljer av skallens konstruktion. Dessutom har den andra genetiska egenskaper. Hannar är allmänt lite större än honor. Geomys pinetis har robusta klor vid framtassarna och en nästan naken svans.
Denna gnagare förekommer i sydöstra USA i Alabama, Georgia och Florida. Individerna gräver underjordiska bon i mjuk jord och undviker områden med ren lera. Ofta är landskapet täckt med skogar där barrträdet Pinus palustris dominerar.
Honor kan para sig hela året men de flesta ungar föds mellan januari och augusti. Per år har honan en eller två kullar med vanligen två ungar per kull. Utanför parningstiden lever bara en individ i tunnelsystemet. Geomys pinetis äter rötter, underjordiska svampdelar, gräs och örter. Arten är främst aktiv på natten och den håller ingen vinterdvala.